# لحظه به لحظه (فیلم ۱۹۷۸)
لحظه به لحظه (به انگلیسی: Moment by Moment) فیلمی است محصول سال ۱۹۷۸ و به کارگردانی جین وگنر است. در این فیلم بازیگرانی همچون لیلی تاملین ، جان تراولتا ، برت کرامر ، دبرا فیوئر ، جیمز لوئیسی ایفای نقش کرده‌اند.